# Chiến tranh Hán–Việt (42–43)
Chiến tranh Hán-Việt 42-43 là một cuộc chiến do tướng nhà Đông Hán Mã Viện chỉ huy chống lại quân nổi dậy của Hai Bà Trưng ở đất Việt năm 42-43.

## Hoàn cảnh
Sau cuộc nổi dậy của Hai Bà Trưng năm 40, Tô Định bỏ chạy, phần đất thuộc bộ Giao Chỉ (gồm 4 quận Hợp Phố (tức Quảng Đông), Giao Chỉ, Cửu Chân, Nhật Nam) tách ra khỏi lãnh thổ nhà Đông Hán, trở thành một vùng đất độc lập. Trưng Trắc và Trưng Nhị lấy đất Mê Linh làm kinh đô, phong chức tước cho những người cùng tham gia khởi nghĩa. Chính quyền của 2 bà tuy còn sơ khai nhưng cũng đã là một nhà nước độc lập, tự chủ. Hai Bà đã miễn thuế cho dân 2 quận Giao Chỉ và Cửu Chân trong 2 năm.
Tại phương Bắc, Hán Quang Vũ Đế mới hoàn thành việc thống nhất Trung Quốc sau chiến tranh kéo dài từ cuối thời nhà Tân. Trong nước chỉ còn những cuộc nổi dậy nhỏ, vì vậy vua Hán có thời gian chú tâm đến Giao Chỉ.

## Vua Hán điều binh
Năm 42, Hán Quang Vũ Đế Lưu Tú hạ chiếu cho các quận Trường Sa, Hợp Phố chuẩn bị xe thuyền, sửa đường và trữ lương đi đánh Giao Chỉ.
Vua Hán phong tướng Mã Viện đã 58 tuổi làm Phục ba tướng quân, Lưu Long làm Phó tướng, Đoàn Chí làm Lâu Thuyền tướng quân sang đánh đất Giao Chỉ. Quân Hán bao gồm 8.000 quân lấy từ các quân Trường Sa, Quế Dương, Linh Lăng, 12.000 quân lấy ở bộ Giao Chỉ.
Tổng cộng quân Hán có 2 vạn người cùng 2000 thuyền xe. Đội quân này gồm toàn người Hoa Nam, quen thuộc thủy thổ phương Nam, lại có sự chỉ huy của Mã Viện, viên tướng giàu kinh nghiệm chiến trận.

## Diễn biến cuộc khởi nghĩa   ở Lãng Bạc - Cấm Khê

### Trận Lãng Bạc - Cấm Khê
Quân Mã Viện chia thành 2 đạo thủy bộ dự tính hội quân ở Hợp Phố để tiến đánh. Tuy nhiên khi đến Hợp Phố thì Đoàn Chí chết vì bệnh nên Mã Viện thống suất toàn quân tiến theo ven biển, ngược sông Bạch Đằng tới sông Lục Đầu rồi vào đất Giao Chỉ, đi thẳng tới Lãng Bạc.
Quân Hán tiến đến Long Biên, Tây Vu và Lãng Bạc ở phía đông Cổ Loa. Hai Bà Trưng từ Mê Linh qua Cổ Loa xuống Lãng Bạc đón đánh quân Hán. Tại đây, hai bên đã giao chiến dữ dội. Quân Hán không hợp thủy thổ phương Nam, nhiều người bị chết, trong đó có Bình Lục hầu Hàn Vũ.
Quân Hai Bà Trưng có nhiều tướng giỏi và thiện chiến như Thánh Chân công chúa Lê Chân, Thụy Nương, Nguyệt Nga, Đặng Vạn Phúc, Nguyễn Như Hoàng, Nguyễn Thị Quỳnh Chân, Cao Thị Liên, Trương Thị Cả, Đại Nguyên Soái Cai Công Nhiều lần đánh thắng quân Hán.
Trong lần tập kích bất ngờ vào ban đêm ở thành Bảo Đà nay thuộc Thanh Oai, Hà Nội, do Hổ Vệ Thượng Tướng Quân Nguyễn Như Hoàng chỉ huy đội quân tinh nhuệ. quân Hán trúng kế binh bại như núi đổ thiệt hại hơn 5000 quân, gần 60 bộ tướng của Mã Viện bị chém, thu được 5 vạn thạch lương thực .Hổ Vệ Thượng Tướng Quân Nguyễn Như Hoàng lệnh quân sĩ chia cho dân 2 vạn, sung công quân đội được 3 vạn.
Càng thua, vua Hán càng tìm mọi cách quy phục đất Giao Chỉ, Tăng cường viện binh cho đoàn quân viễn chinh thêm 10.000 quân và vô số lương thảo, cuộc chiến tiếp tục nổ ra khốc liệt giữa hai đội quân của Hán Quang Vũ Đế và Trưng Nữ Vương.
Giao chiến lâu ngày, quân Hai Bà Trưng thiếu trang bị và kinh nghiệm, không địch nổi đạo quân thiện chiến của Mã Viện. Tháng 3 âm lịch tức tháng 4 năm 43, quân Việt bại trận. Mã Viện truyện chép: Viện chém vài nghìn đầu, bắt hàng hơn vạn người...
Sau trận Lãng Bạc, Trưng Vương phải thu quân về giữ Cổ Loa một thời gian rồi phải lui về Mê Linh, sau đó chạy sang Cấm Khê.
Tại Cấm Khê, quân của Hai Bà tiếp tục bị đánh bại. Quân Hán chém hơn nghìn người, bắt hàng hơn 2 vạn quân khởi nghĩa. Theo truyền thuyết dân gian Việt Nam thì hai bà chạy đến sông Hát thì nhảy xuống sông tự sát. Còn theo các sách Thống chí và Hậu Hán thư thì hai bà đều bị chém. Theo sách Hậu Hán thư phần Lưu Long truyện thì Lưu Long đuổi theo bắt được Trưng Nhị còn trong Mã Viện truyện thì cho biết quân Mã Viện khi truy sát quân nổi dậy tới Cấm Khê đã chém được cả Trưng Trắc lẫn Trưng Nhị và đem đầu về Lạc Dương. Sau khi chiến thắng, Mã Viện cho lui quân về Luy Lâu để thu phục quận thành và nghỉ ngơi.
Thời điểm Hai Bà mất được xác định chưa thống nhất. Hán thư ghi sự kiện diễn ra tháng 4 âm lịch, tức là tháng 5 dương lịch năm 43. Theo truyền thuyết dân gian Việt Nam, Hai Bà tự vẫn vào ngày 8 tháng 3, nên về sau lấy ngày này làm ngày hội Hát Môn.
Sau khi Hai Bà Trưng mất thì những cuộc kháng cự của người Việt vẫn còn tiếp tục kéo dài và gây nhiều thương vong cho quân Hán.

### Mã Viện tấn công Cửu Chân
Sau khi chiếm lại quận Giao Chỉ, Mã Viện tiếp tục tiến vào đất Cửu Chân. Ông đem theo hơn 20.000 binh sĩ cùng hơn 2.000 lâu thuyền lớn nhỏ đi đánh tướng của Trưng Vương là Đô Dương, từ huyện Vô Công tới huyện Cư Phong, chém và bắt hơn 5.000 người. Sách Thủy Kinh Chú chép: "tháng 10 năm 19 hiệu Kiến Vũ [năm 43], Mã Viện vào quận Cửu Chân ở miền Nam, đến huyện Vô Công, tướng giặc đầu hàng, lại tiến vào huyện Dư Phát. Cừ súy là Chu Bá bỏ quận mà vào rừng sâu... Mã Viện lại chia binh làm 2 đạo, 1 đạo vào huyện Vô Biên, 1 đạo đến huyện Cư Phong. Phàm tướng giặc không hàng đều bị chém đầu đến mấy trăm người. Thế là đất Cửu Chân yên..." 
Riêng đất Nhật Nam thì các bộ lạc ở rải rác không tham dự cuộc nổi dậy nên Mã Viện không tiến quân nữa.

## Sau cuộc chiến
Sau khi lực lượng kháng chiến cuối cùng của Đô Dương bị triệt hạ ở Cửu Chân, nhiều quý tộc người Việt bị giết hoặc bị bắt đi đày sang Linh Lăng, Hồ Nam có tới 300 người. Chế độ Lạc tướng bị dẹp, thay thế bằng chế độ trực trị tới cấp huyện. Về sau chỉ có một số quý tộc người Việt được cử giữ chức huyện lệnh nhưng cũng không có quyền thế tập cha truyền con nối.
Theo Hậu Hán thư: Viện khi đi qua chỗ nào cũng đặt quận huyện, xây thành quách, đào sông tưới ruộng để sinh lợi cho dân. Tuy nhiên, Đào Duy Anh có bình luận thêm rằng Chúng ta không có tài liệu trực tiếp để biết thêm tình hình phát triển kinh tế nông nghiệp do cuộc kinh lý của Mã Viện. Mã Viện cũng tâu về triều đình nhà Hán rằng luật lệ của người Việt khác với người Hán và xin thi hành Pháp chế để ước thúc họ. Ngoài ra Mã Viện cho rằng chế độ quận huyện trước kia lỏng lẻo, nay phải thi hành chặt chẽ hơn, bèn tâu với Hán Quang Vũ Đế chia đất Tây Vu là đất của con cháu An Dương Vương thêm 2 huyện mới là Phong Khê và Vọng Hải bởi huyện Tây Vu có 32.000 nhà mà biên giới thì cách xa huyện trị đến hơn nghìn lý.
Người dân Cửu Chân chỉ có một số ít biết cày bừa bằng trâu bò, phần nhiều còn làm nghề săn bắn. Sau khi chiếm cứ các thành, quân Hán cũng xây thành quách để đồn trú và đặt quận huyện y như quận Giao Chỉ.
Sau khi kinh lý 2 quận, Mã Viện mới thu quân trở về nước năm 44. Quân Hán bị thương vong rất nhiều, khi trở về chỉ còn non nửa so với lúc xuất phát.